# Dicamptodon
Dicamptodon là một chi động vật lưỡng cư trong họ Ambystomatidae, thuộc bộ Caudata. Chi này có 4 loài và không bị đe dọa tuyệt chủng.

## Các loài
Chi này có 4 loài, gồm:
- Dicamptodon aterrimus (Cope, 1868)
- Dicamptodon copei Nussbaum, 1970
- Dicamptodon ensatus (Eschscholtz, 1833)
- Dicamptodon tenebrosus (Baird & Girard, 1852)

## Hình ảnh

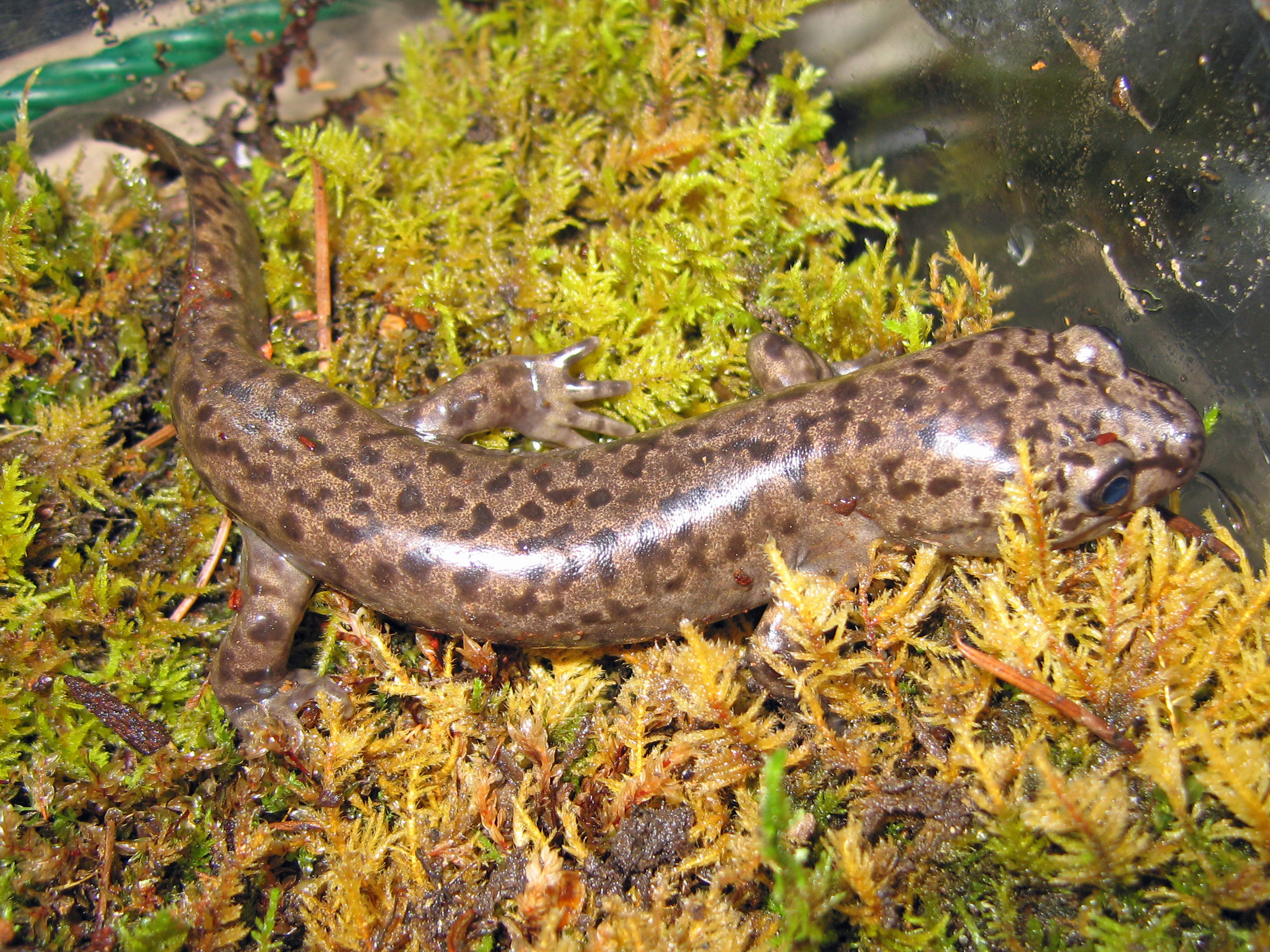
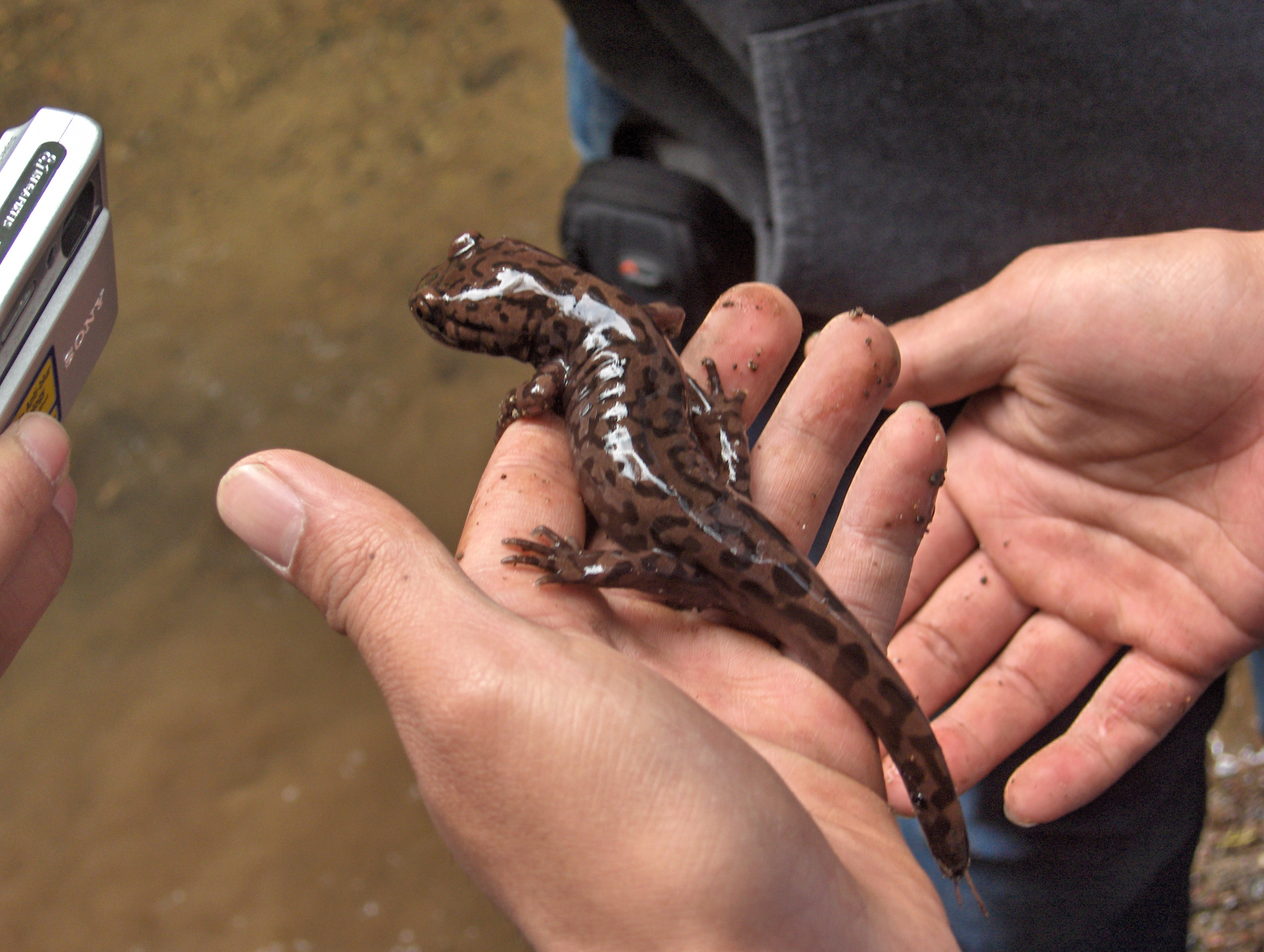
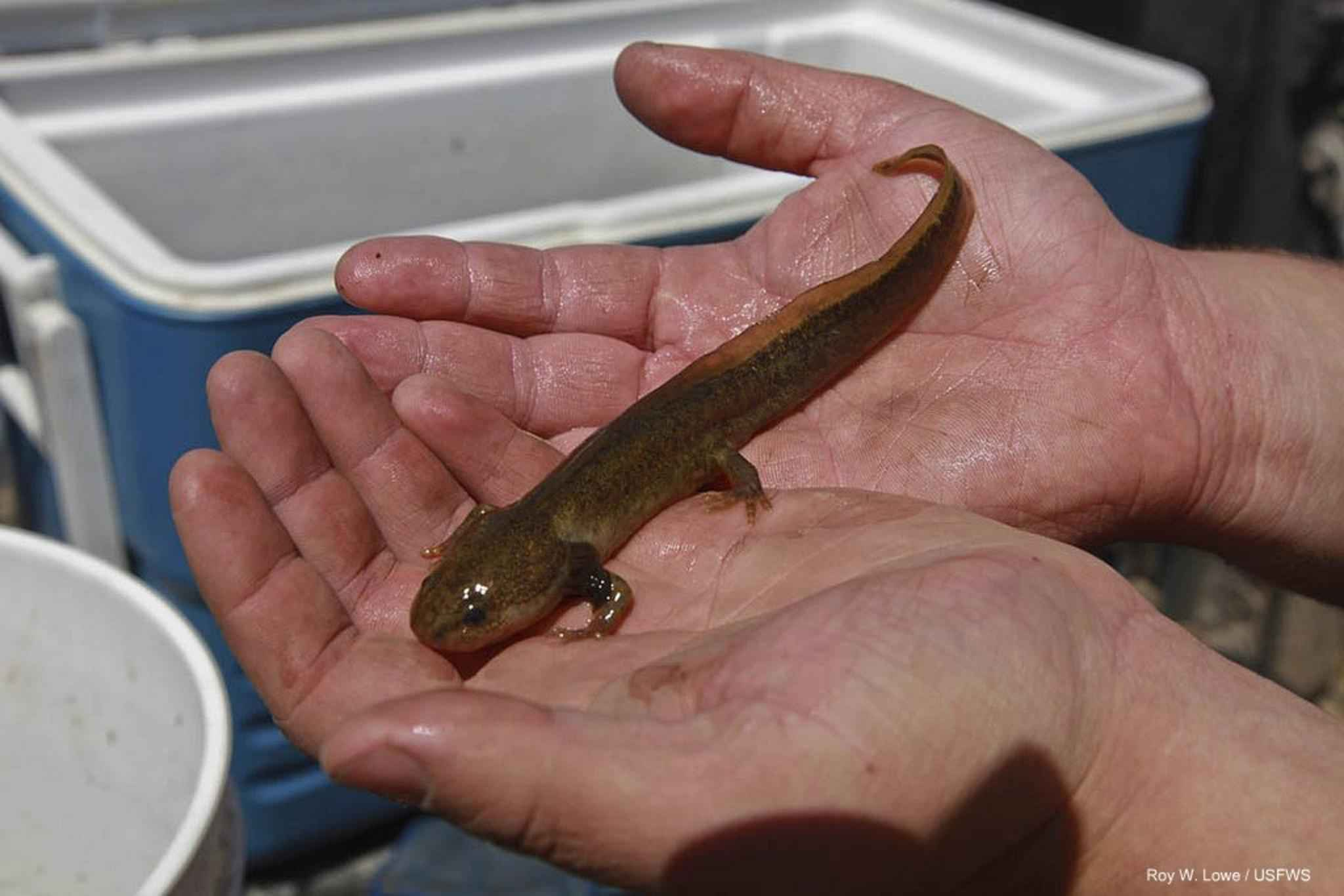
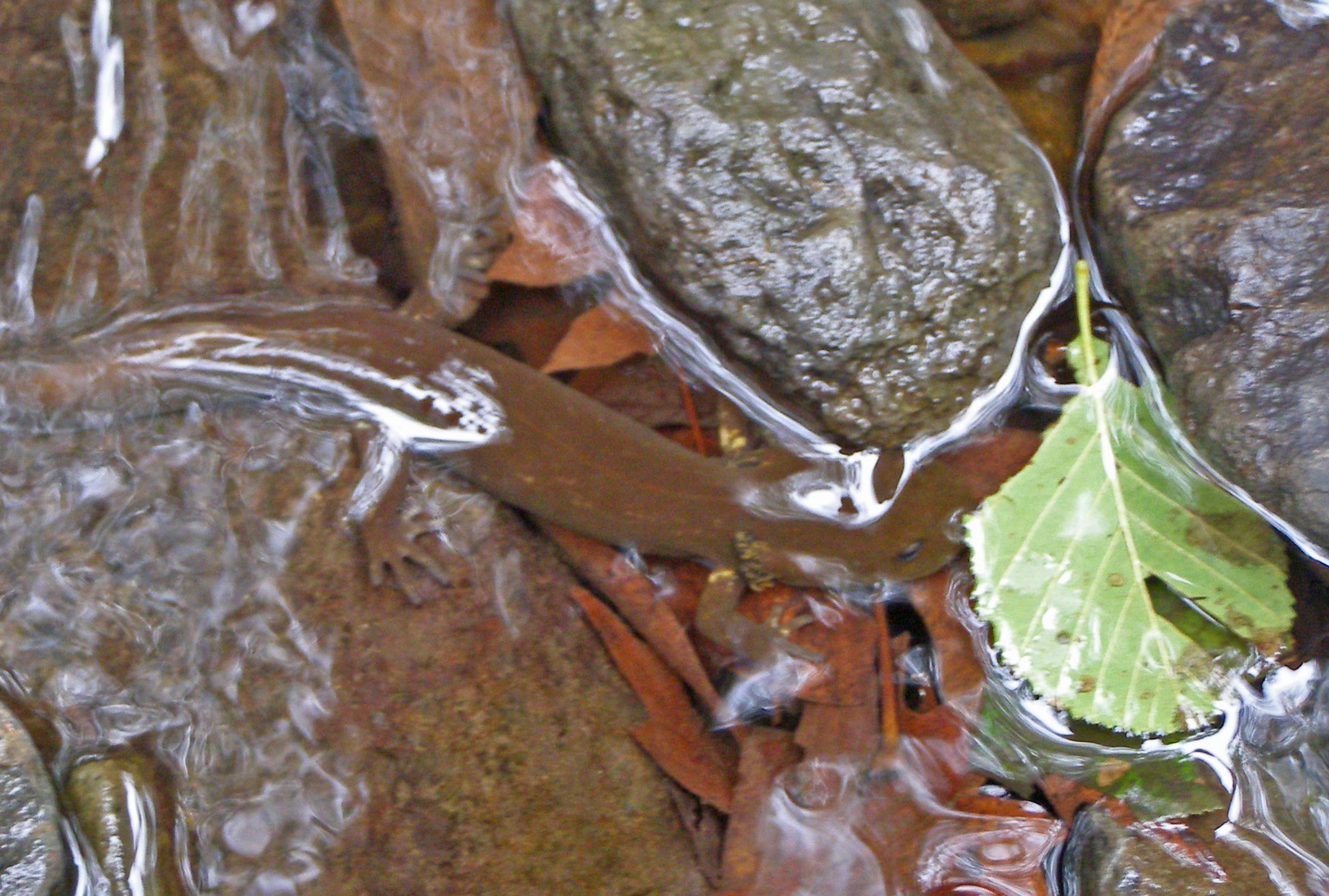